# 芭芭拉·赫尔希
芭芭拉·赫尔希（英語：Barbara Hershey，1948年2月5日—），女，美国演员，曾获得1987年和1988年戛纳电影节最佳女演员奖。